# 11815 Viikinkoski
A 11815 Viikinkoski (ideiglenes jelöléssel (11815) 1981 EG31) a Naprendszer kisbolygóövében található aszteroida. Schelte J. Bus fedezte fel 1981. március 2-án.

## Kapcsolódó szócikk
- Kisbolygók listája (11501–12000)